# Miroslav Forman
Miroslav Forman (* 12. srpen 1990, Mělník, Československo) je český profesionální lední hokejista. Nastupuje na pozici útočníka. Aktuálně působí v týmu Rytíři Kladno, která hraje ČHL.

## Hráčská kariéra
V mládežnickém věku působil v juniorce Sparty, za kterou nastupoval od sedmnácti let. Extraligu poprvé okusil za áčko Sparty v sezoně 2010–11 ve 48. kole doma proti Litvínovu, kdy už bylo jasné, že Sparta bude hrát play-out. V této sezoně si zahrál ještě dva další zápasy v základní části a tři v play-out. V play-out si připsal jednu asistenci. V této sezoně si zahrál i druhou nejvyšší soutěž za Beroun. Nastoupil za ně k 11 zápasům, v nichž zaznamenal 3 asistence. V sezoně 2011–12 odehrál za Spartu o poznání více zápasů. Zahrál si ve třiceti utkáních základní části. Svůj první extraligový gól vstřelil 1.11. 2011 při domácím zápase proti Kometě Brno, kdy otevřel skóre utkání. Sparta nakonec vyhrála 3:0 a jeho gól byl tudíž i vítězný. Do vyřazovacích bojů tentokrát nezasáhl. Ale v druhé lize v play-out pomohl Berounu 4 góly a 5 asistencemi se udržet. V další sezoně 2012–13 opět nastupoval za Spartu, ve které se stal téměř stálou součástí kádru. A zahrál si i na její farmě v Litoměřicích. V této sezoně také poprvé okusil extraligové play-off. V sezoně 2013–14 působil na Spartě, ale občas nastupoval i za Litoměřice. Následující sezonu 2014–15 oblékal již pouze dres Sparty, ale i přesto v základní části odehrál prakticky stejný počet zápasů jako v předešlé sezoně. V play-off nastoupil ke všem zápasům, ale se Spartou vypadl už v semifinále.
V září 2024 byl jmenován kapitánem Sparty. Ke konci května 2025 se po vzájemné dohodě s Pražským celkem dohodl na rozvázání platné smlouvy. Stalo se tak po sezóně, ve které opět pražská Sparta padla v semifinále play-off (kde vypadli v sedmi zápasové sérii s Kometou Brno, která následně i ve finále dokázala porazit favorizované Dynamo Pardubice). Forman za Spartu odehrál téměř 700 utkání, v nichž nastřílel 134 branek, nasbíral 342 kanadských bodů a až na krátké hostování s ní spojil celou svou kariéru a stal se oblíbencem fanoušků. Víc startů (k datu 1.5 2025) za sparťanský klub nasbírali jen tři hráči - Jaroslav Hlinka, Jiří Zelenka a František Ptáček. 

## Prvenství
- Debut v ČHL – 4. února 2011 (HC Sparta Praha proti HC Benzina Litvínov)
- První gól v ČHL – 1. listopadu 2011 (HC Sparta Praha proti HC Kometa Brno, finskému brankáři Sasu Hovi)
- První asistence v ČHL – 28. prosince 2011 (HC Sparta Praha proti HC Energie Karlovy Vary)

## Klubová statistika
| Sezóna       | Klub                          | Soutěž       |     | Základní část | Základní část | Základní část | Základní část | Základní část |    | Play off | Play off | Play off | Play off | Play off |
| Sezóna       | Klub                          | Soutěž       | Z   | G             | A             | B             | TM            | Z             | G  | A        | B        | TM       |          |          |
| 2010-11      | HC Sparta Praha               | ČHL          | 3   | 0             | 0             | 0             | 2             | —             | —  | —        | —        | —        |          |          |
| 2010-11      | HC Berounští Medvědi          | 1.ČHL        | 11  | 0             | 3             | 3             | 0             | —             | —  | —        | —        | —        |          |          |
| 2011-12      | HC Sparta Praha               | ČHL          | 30  | 5             | 2             | 7             | 18            | —             | —  | —        | —        | —        |          |          |
| 2011-12      | HC Berounští Medvědi          | 1.ČHL        | 26  | 7             | 8             | 15            | 40            | —             | —  | —        | —        | —        |          |          |
| 2012-13      | HC Sparta Praha               | ČHL          | 39  | 5             | 9             | 14            | 22            | 7             | 1  | 2        | 3        | 4        |          |          |
| 2012-13      | HC Stadion Litoměřice         | 1.ČHL        | 13  | 2             | 7             | 9             | 41            | —             | —  | —        | —        | —        |          |          |
| 2013-14      | HC Sparta Praha               | ČHL          | 34  | 5             | 3             | 8             | 40            | 12            | 1  | 5        | 6        | 8        |          |          |
| 2013-14      | HC Stadion Litoměřice         | 1.ČHL        | 15  | 4             | 3             | 7             | 35            | —             | —  | —        | —        | —        |          |          |
| 2014-15      | HC Sparta Praha               | ČHL          | 36  | 4             | 13            | 17            | 42            | 10            | 2  | 1        | 3        | 28       |          |          |
| 2015-16      | HC Sparta Praha               | ČHL          | 45  | 11            | 17            | 28            | 48            | 17            | 6  | 7        | 13       | 24       |          |          |
| 2016-17      | HC Sparta Praha               | ČHL          | 48  | 8             | 18            | 26            | 52            | 4             | 0  | 2        | 2        | 6        |          |          |
| 2017-18      | HC Sparta Praha               | ČHL          | 51  | 13            | 19            | 32            | 50            | 1             | 0  | 0        | 0        | 0        |          |          |
| 2018-19      | HC Sparta Praha               | ČHL          | 48  | 8             | 20            | 28            | 54            | 3             | 0  | 0        | 0        | 2        |          |          |
| 2019-20      | HC Sparta Praha               | ČHL          | 50  | 10            | 22            | 32            | 62            | —             | —  | —        | —        | —        |          |          |
| 2020-21      | HC Sparta Praha               | ČHL          | 25  | 5             | 7             | 12            | 22            | 11            | 1  | 2        | 3        | 4        |          |          |
| 2020-21      | Madeta Motor České Budějovice | ČHL          | 18  | 7             | 8             | 15            | 16            | —             | —  | —        | —        | —        |          |          |
| 2021-22      | HC Sparta Praha               | ČHL          | 42  | 12            | 11            | 23            | 18            | 16            | 2  | 6        | 8        | 2        |          |          |
| 2022-23      | HC Sparta Praha               | ČHL          | 41  | 11            | 15            | 26            | 18            | 5             | 0  | 0        | 0        | 25       |          |          |
| 2023-24      | HC Sparta Praha               | ČHL          | 46  | 13            | 13            | 26            | 23            | 11            | 4  | 3        | 7        | 0        |          |          |
| 2024-25      | HC Sparta Praha               | ČHL          | 41  | 7             | 8             | 15            | 56            | 12            | 0  | 2        | 2        | 4        |          |          |
| Celkem v ČHL | Celkem v ČHL                  | Celkem v ČHL | 597 | 124           | 185           | 309           | 543           | 112           | 17 | 31       | 48       | 109      |          |          |